# John Fiedler
John Fiedler (3. februar 1925 – 25. juni 2005) var en amerikansk skuespiller. Han var mest kendt for sin rolle som stemmen bag Grisling i Peter Plys. Han var også kendt fra film som 12 vrede mænd fra 1957.